# Johann Jakob Pfeiffer

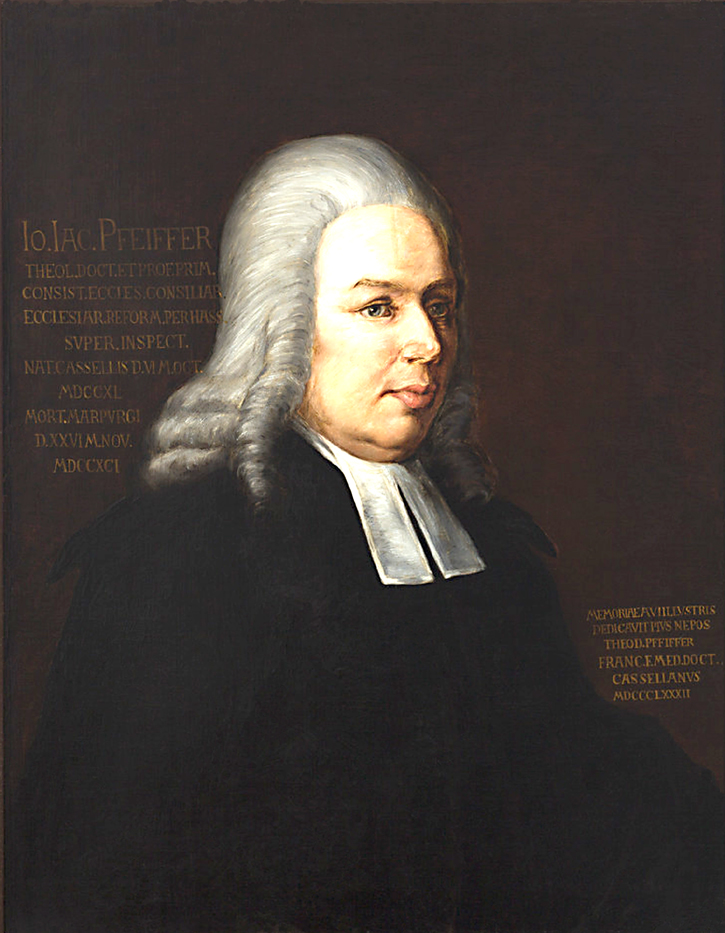
Johann Jakob Pfeiffer

Johann Jakob Pfeiffer (auch Johann Jacob Pfeiffer oder Jacob Pfeiffer; * 6. Oktober 1740 in Kassel; † 26. November 1791 in Marburg) war ein deutscher evangelischer Theologe. Er lehrte an der Universität Marburg.

## Leben
Der Sohn des Kasseler Färbers Hieronymus (Dezember 1714–Juli 1774) und dessen Frau Anne Elisabeth, geborene Schaumbergin, (1718–März 1779) besuchte das Pädagogium seiner Heimatstadt und seit 1755 das Collegium Carolinum. 1757 begann er ein Studium an der Universität Marburg. Dort hörte er neben theologischen auch mathematische, logische und metaphysische Vorlesungen. 1760 wechselte er an die Universität Göttingen und widmete sich weiter seinem Theologiestudium. Im nächsten Jahr kehrte er zurück nach Kassel und wurde Predigerkandidat. Ein weiteres Jahr darauf erhielt er eine Predigerstelle. In seiner Freizeit widmete er sich der theologischen Fortbildung und unterrichtete die Jugend in alt- und neutestamentlicher Exegese.
1765 erhielt Pfeiffer die Pfarrstelle in Langenschwalbach. Dort lebte er, wie er später selbst aussagte, am glücklichsten in seinem Leben. An der Karlskirche wurde er 1769 Nachfolger des Predigers Kraft, der nach Frankfurt am Main berufen worden war.
Die Universität Marburg ernannte Pfeiffer 1779 zu ihrem zweiten Theologieprofessor. 1784 erhielt er die theologische Doktorwürde und konnte 1789 die erste Professur einnehmen. Daneben wurde er Konsistorialrat und Inspektor der reformierten Gemeinde im Oberfürstentum Hessen. 1787 leitete er als Prorektor die Universität.
Am 2. Oktober 1791 vollzog Pfeiffer die Konfirmation des Kurfürsten Wilhelm II. von Hessen. Kurz darauf verstarb Pfeiffer an einer Mastitis, an welcher er schon lang litt.

## Wirken
Friedrich Schlichtegroll urteilte, Pfeiffer besaß ungeheuchelte Religiosität, habe sich für Gutes und Gewissenhaftes eingesetzt und habe einen sanftmütigen, wohlwollenden, behutsamen und vorsichtigen Charakter besessen. Dabei beschrieb man ihn als teils zu ängstlich, was neue theologische Ansichten anging derer er selbst überzeugt war.
Pfeiffer gab 1776 eine Predigtsammlung heraus. Diese und seine weiteren Werke beurteilte Schlichtegroll als durchdacht und lichtvoll. Daneben schrieb Pfeiffer Journalbeiträge.

## Familie
In Kassel ehelichte Pfeiffer am 24. März 1772 die am 12. Oktober 1752 geborene Lucie Rebecka, die Tochter des Konsistorialrates und Dekans Johannes Rüppel. Mit ihr zusammen hatte er folgende Kinder:
- Anne Catharine Elisabeth, * 13. Dezember 1772; † 28. Mai 1777
- Johanne Lucie Cornelie, * 3. Mai 1774; † nach 1797
- Conradine, * 15. September 1775; † nach 1797
- Burkhard Wilhelm, * 7. Mai 1777; † nach 1797
- Carl Jonas, * 7. Februar 1779; † 3. Mai 1836
- Johann Georg Henrich, * 19. Dezember 1780; † nach 1797

Sie starb, als sie am 11. Januar 1784 die Zwillinge Franz Georg und Christian Hartmann zur Welt brachte.
Am 16. April 1785 vermählte er sich in zweiter Ehe mit Sophie Christine Waitz, Tochter des Schwarzenfelser Rates und Inspektors Johann August Waitz. Dieser Ehe entstammen:
- Charlotte, * 16. Februar 1788; † nach 1797
- Caroline, * 18. März 1790; † nach 1797

## Werke
- Predigten (Kassel 1776)
- Entwurf zum Unterricht im Christenthum (Minden 1778, zweite Auflage Kassel 1783, dritte Auflage Kassel 1785, vierte Auflage Kassel 1791)
- Progr. de praemiis virtutis christianae (zwei Teile, Marburg 1787–1788)
- Anweisung für Prediger, und die es werden wollen, zu einer treuen Führung ihres Amtes; nebst eingestreuten historischen und literarischen Bemerkungen (Marburg 1789)